# Église Saint-Aubin de La Bohalle
L'église Saint-Aubin est une église située à La Bohalle, en France.

## Localisation
L'église est située dans le département français de Maine-et-Loire, sur la commune de La Bohalle.

## Historique

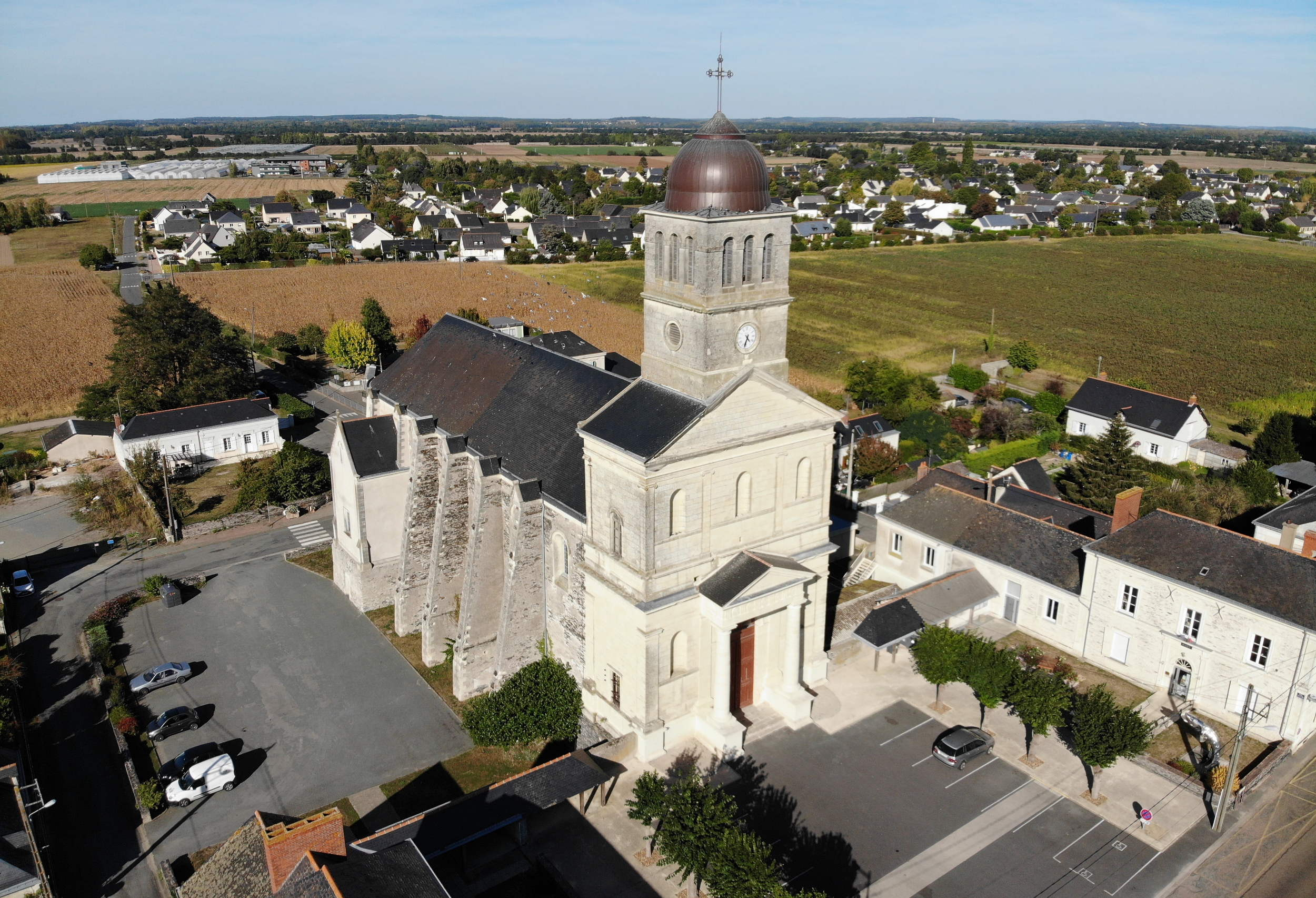

L'église Saint-Aubin est construite durant les années 1840, pour remplacer celle du vieux bourg, trop petite, qui sera démolie[réf. nécessaire]. Construite sur le bord de la Loire, derrière une digue qui forme une place à cet endroit, elle repose sur un sol instable remblayé, constitué d'ardoises, de tuffeau et de sable. Dix ans après sa construction, l'édifice nécessite de descendre le chœur et la nef de 8 mètres en raison de problèmes d'instabilité. Des étais sont également construits pour renforcer les façades latérales et la charpente est aussi renforcée.
L'édifice est inscrit au titre des monuments historiques le 29 octobre 1975.